# Рецлинген (Бёрде)
Рецлинген (нем. Rätzlingen) — община в Германии, в земле Саксония-Анхальт, входит в район Бёрде, и относится к городскому округу Эбисфельде-Веферлинген.
Население составляет 691 человек (на 31 декабря 2011 года). Занимает площадь 14,74 км².

## История
1 января 2010 года, после проведения реформ, Рецлинген стал частью городского округа Эбисфельде-Веферлинген, а одноимённое управление было упразднено.

## Галерея

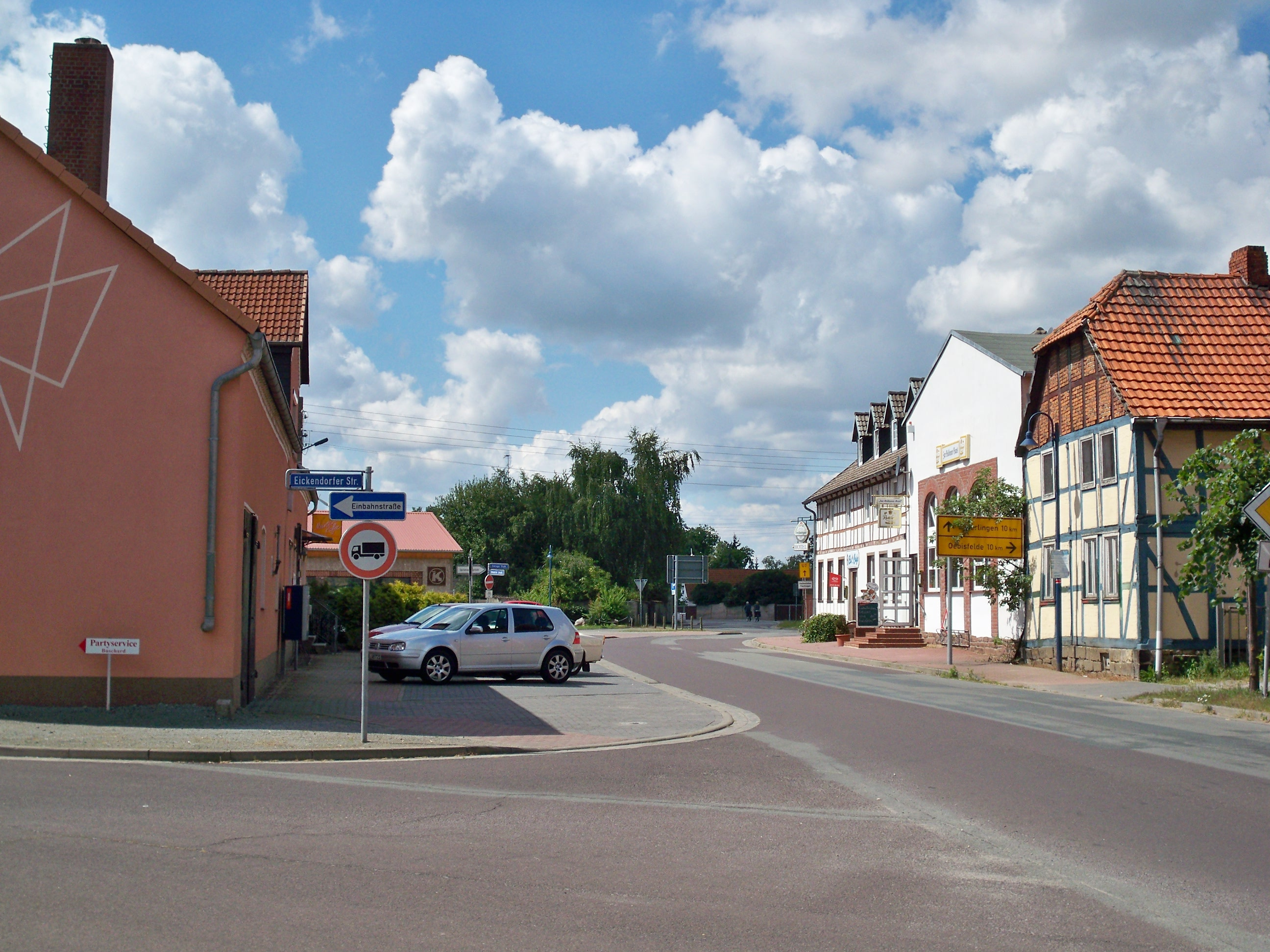
Гауптштрассе
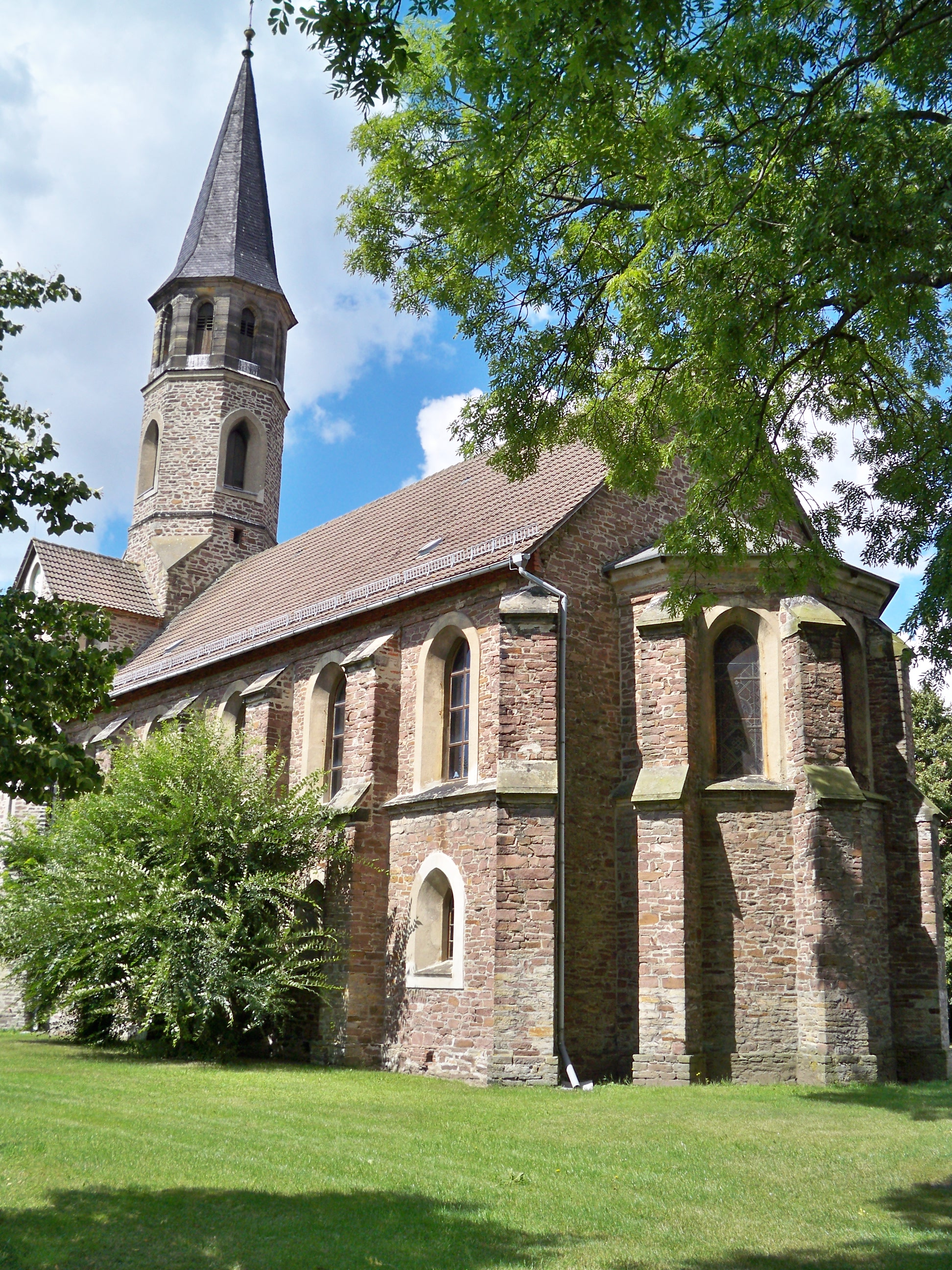
Церковь